# BMW E46
La sigla BMW E46 identifica la quarta generazione della Serie 3, un'autovettura di fascia medio-alta prodotta dal 1998 al 2005 dalla casa automobilistica tedesca BMW.

## Profilo e storia

### Genesi e debutto
Il progetto che avrebbe portato alla realizzazione dell'erede della E36 fu avviato nel 1993: in quel periodo, la E36, ossia la terza generazione della Serie 3, stava ottenendo grandi consensi e proprio in quel frangente la gamma si stava ampliando con l'arrivo della versione cabriolet, dopo aver cominciato a estendersi già l'anno prima con l'introduzione della coupé. Insomma, la Serie 3 continuava a ottenere successi commerciali un po' ovunque e tutto ciò nonostante i suoi limiti progettuali, tra i quali il più evidente continuava a essere la mancanza di spazio adeguato per i passeggeri posteriori. Perciò, tra le specifiche del progetto E46, cioè quello destinato a sfociare nella quarta generazione della segmento D bavarese, vi furono quelle di migliorare l'abitabilità nella zona posteriore dell'abitacolo e di ottimizzare la capienza del vano bagagli, ma anche aumentare la sicurezza, in modo da cancellare una volta per tutte quella deludente stella e mezzo ottenuta dalla E36 ai crash test Euro NCAP.
Se nelle precedenti due generazioni della Serie 3, il disegno del corpo vettura fu affidato all'équipe diretta da Claus Luthe, stavolta il compito di disegnare la nuova berlina tedesca toccò al neo responsabile del design BMW, Chris Bangle, da alcuni anni succeduto allo stesso Luthe dopo le tragiche vicende familiari occorse a quest'ultimo. Bangle non volle creare una vettura completamente stravolta dal punto di vista stilistico, ma neppure una semplice riedizione del modello precedente: voleva insomma una vettura che fosse chiaramente identificabile come una Serie 3, ma allo stesso tempo completamente riprogettata nella sua carrozzeria.
Nel 1996 cominciarono a circolare i primi prototipi del nuovo modello per i test su strada.
In realtà il problema principale del progetto E46 furono i costi di progettazione, decisamente elevati a causa del prezzo del marco che rischiava di rendere la vettura poco competitiva all'estero, dove le monete erano più deboli. Pertanto, tra i vari diktat imposti dai vertici BMW, vi fu anche quello di ridurre i costi di progettazione, mantenendo inalterata la tradizionale qualità costruttiva della Casa di Monaco, e anzi, se possibile, incrementandola ulteriormente. Per questo motivo, se inizialmente si ipotizzò di tralasciare il raffinato retrotreno multilink già introdotto con l'ultima Serie 5 (la E39), non molto tempo dopo si scelse di adottare questa soluzione, più consona a una vettura di prestigio.
La E46 venne progettata nei periodi in cui erano vigenti rispettivamente le normative Euro 1 ed Euro 2. Fu quindi chiaro che la nuova vettura doveva rispondere a criteri ben precisi in tema di consumi ed emissioni inquinanti. Perciò un gran lavoro doveva essere svolto su più fronti, dal punto di vista del design, dove doveva essere ottimizzata l'aerodinamica della vettura, dal punto di vista della progettazione motoristica e ancora per quanto riguardava il contenimento del peso. Quest'ultimo, però, fu il fattore in cui si riuscì di meno a ottenere risultati concreti, anzi: al suo debutto la nuova Serie 3 avrebbe accusato alcune decine di kg in più a parità di motorizzazione. In effetti, per avere motori più ricchi di coppia ai bassi regimi e che quindi potessero vantare consumi più ridotti, si scelse di utilizzare unità motrici derivate da quelle della E36, ma che fossero in realtà delle varianti depotenziate di motori più grandi. L'utilizzo di motori più grandi fu quindi una delle cause dell'aumento di peso, unitamente alla volontà di arricchire la dotazione di serie dei vari modelli che avrebbero costituito la gamma.
Alla fine dell'autunno 1997, vennero pubblicate le foto relative ai primi esemplari di pre-serie, mentre all'inizio dell'anno seguente, la vettura venne svelata in anteprima alla stampa, ma il debutto ufficiale della nuova Serie 3 E46 non sarebbe avvenuto che nel marzo 1998 al salone di Ginevra.

### Design esterno e interno
Frutto della squadra guidata da Chris Bangle, e in particolare nata dalla matita del collaboratore di quest'ultimo, Eric Goplen, la E46 riuscì nell'intento di proporre un corpo vettura che non tradisse la tradizionale formula costituita da un efficace mix di eleganza e sportività, ma che nel contempo costituisse un deciso passo stilistico in avanti rispetto all'ormai anziana E36. Rispetto a quest'ultima, del resto, la quarta generazione della Serie 3 costituì la naturale evoluzione stilistica, con richiami alla contemporanea Serie 5 E39, presentata tre anni prima.

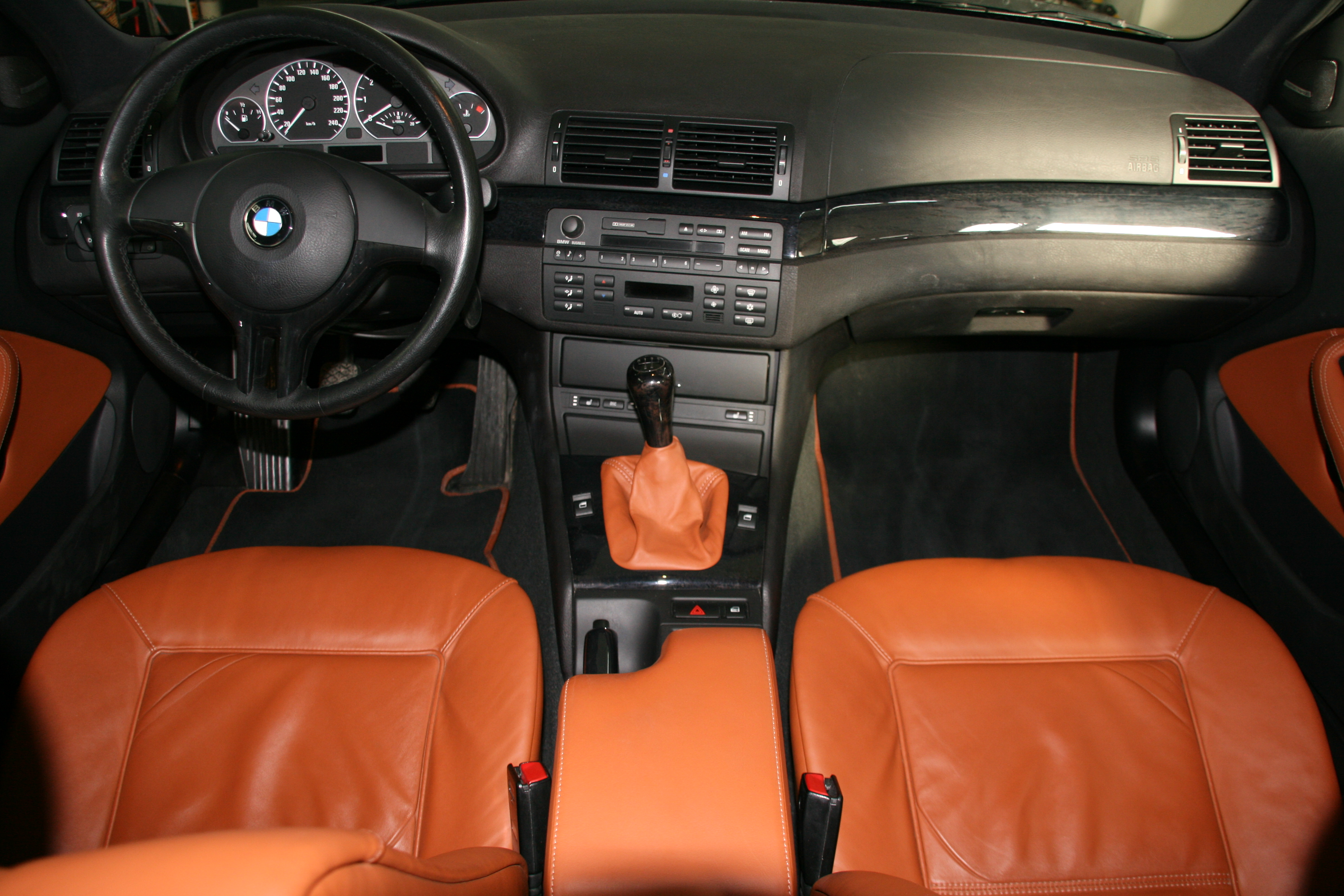
Abitacolo di una BMW 325xi Touring "BMW Special Edition"

Il corpo vettura era affusolato, quasi da coupé, e i tre volumi della carrozzeria in versione berlina (l'unica con cui la E46 debuttò all'inizio della sua carriera) apparivano più sfuggenti, merito della ricerca aerodinamica volta al contenimento dei consumi. E così, in questo senso, la E46 sfoggiava un frontale più arrotondato, con una nuova calandra a doppio rene, del tutto ridisegnata e assai moderna. Particolare il disegno dei fari anteriori, anch'essi un'evoluzione stilistica di quelli della E36, poiché sempre a doppio proiettore racchiuso all'interno di una parabola che fungeva da carenatura, ma più moderni sia nel disegno dei singoli proiettori, sia in quello della parabola esterna che li ricopre, quest'ultima caratterizzata da un profilo inferiore “a ciglio” che ne rendeva particolare il look. La vista laterale mostrava l'attenzione verso l'impronta sportiva da dare alla vettura: ormai un classico il lungo cofano anteriore solcato da una doppia nervatura che partiva dai lati della calandra per finire alla base del parabrezza, mentre a rendere più grintosa la vista d'insieme contribuivano le nervature sulla fiancata e soprattutto i passaruota bombati. Ed ancora, caratteristico il disegno del tetto, praticamente un arco che raccordava in maniera esemplare il parabrezza e il lunotto. Questi ultimi risultavano tra l'altro decisamente più inclinati che non nel modello precedente, e anche questa era una soluzione volta all'ottimizzazione dell'aerodinamica della vettura. Sempre presente anche il montante posteriore “a gomito”, eredità della soluzione adottata da Wilhelm Hofmeister negli ormai lontani anni sessanta. La coda, anch'essa più sfuggente di quella della E36, mostrava un lieve accenno di spoiler alla sua estremità, ma anche il nuovo disegno “a L” dei gruppi ottici posteriori, quest'ultima una soluzione che si rivelerà di successo e che ancora per molti anni a venire sarebbe stata adottata anche da altri costruttori, sia pur in diverse altre varianti.

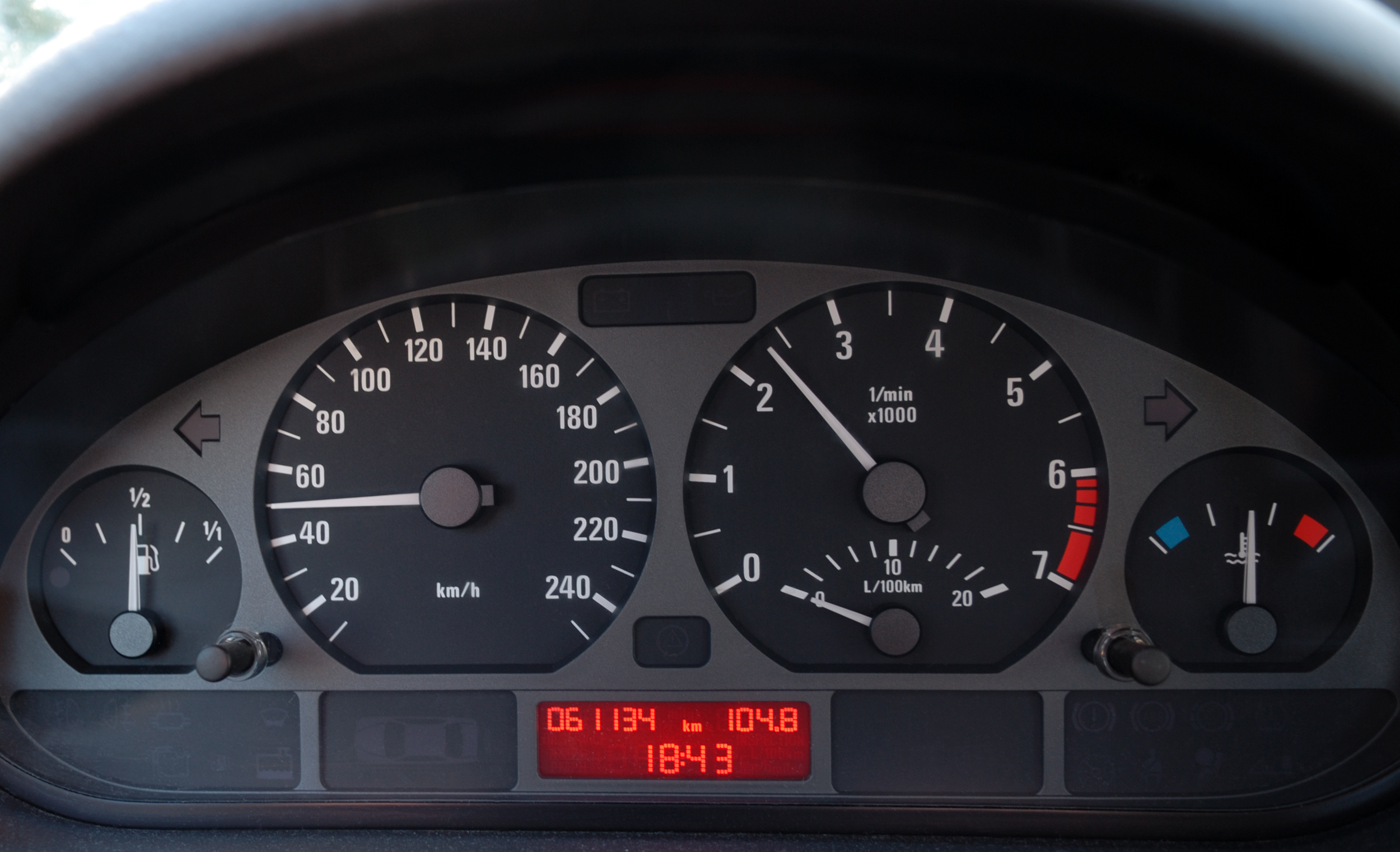
Il quadro strumenti di una BMW E46; notare la tipica disposizione a quattro elementi circolari di tutte le vetture della casa bavarese

Non poche novità anche nell'abitacolo, dove l'ambiente appariva più spazioso rispetto al passato, e anche per i passeggeri posteriori, finalmente era disponibile qualche centimetro in più a disposizione delle gambe. Un aspetto che invece poteva far storcere il naso agli aficionados del marchio stava nell'abbandono del gruppo plancia-cruscotto “a cockpit”, in favore di una soluzione raccordata in maniera più uniforme con il resto della zona anteriore dell'abitacolo. Per quanto riguarda la strumentazione e i comandi, sia principali che secondari, tutto è stato progettato e realizzato in funzione della massima ergonomia e razionalità. Imponente il tunnel centrale, una soluzione ormai appannaggio di molte BMW e che tende a separare la zona del conducente da quella del passeggero. Oramai un classico anche il volante a tre razze, in questo caso del tipo a multifunzione, soluzione che proprio in quegli anni stava cominciando a diffondersi nelle vetture di fascia media e medio-alta. Un'ultima nota di merito era sicuramente a favore del bagagliaio, sensibilmente più ampio che non nella E36, grazie ai suoi 440 litri di capacità.

### Struttura, meccanica e motori
L'architettura generale della quarta generazione di Serie 3 era di tipo classico, e manteneva quindi l'abituale disposizione anteriore longitudinale del motore, abbinata alla trazione posteriore ottenuta mediante il consueto albero di trasmissione.
La E46 era nata sulla base di un pianale completamente nuovo e progettato in funzione di una migliore abitabilità interna, nonché di una più elevata stabilità su strada. Il passo aumentato di 25 mm e le carreggiate, cresciute di circa 60 mm sia anteriormente che posteriormente, non solo contribuivano a migliorare l'abitabilità interna (migliorata sia in lunghezza che in larghezza), ma anche a ottenere un miglior comportamento dinamico su strada, che si traduceva in un più preciso inserimento in curva e una più elevata stabilità alle alte velocità. A questo proposito, va detto che la scocca era stata irrigidita notevolmente e si era arrivati a una struttura più rigida di addirittura il 70% rispetto alla E36. Altro fattore non da poco riguardava l'ottimale distribuzione dei pesi tra avantreno e retrotreno. Il passo allungato della E46 rispetto alla E36 era visibile dall'esterno specialmente nella zona anteriore, dove lo sbalzo era ridottissimo. Ciò aveva permesso di posizionare 3 cilindri del motore dietro l'asse anteriore, aspetto che non solo contribuì a non far gravare il peso solo sull'avantreno, ma anzi di distribuirlo in maniera quasi ottimale tra i due assi. Sul fronte della sicurezza, era stato svolto un ottimo lavoro nella riprogettazione delle zone a deformazione programmata. Alla fine, la BMW dichiarò che la E46 era in grado di assorbire l'80% in più dell'energia conseguente a un impatto, rispetto alla E36, ed era addirittura due volte e mezza più efficace rispetto alla più vecchia E30. Anche le protezioni contro gli urti laterali furono oggetto di studi approfonditi e vennero pertanto introdotte le barre antintrusione che si stavano diffondendo proprio in quegli anni.
Gli schemi delle sospensioni riprendevano quanto già visto sulla E36, ma rivisitato in chiave più moderna: l'avantreno di tipo MacPherson integrava infatti sia il braccio trasversale in lega di alluminio, così come in lega leggera era realizzato anche il supporto dell'ammortizzatore; era presente inoltre anche un cuscinetto idraulico per lo smorzamento delle vibrazioni trasmesse alla carrozzeria. Per quanto riguarda il retrotreno, era stato conservata l'architettura di tipo multilink a 2 bracci e mezzo con il braccio superiore porta molla ora in alluminio. La scatola del differenziale era fissata a un telaietto ausiliario attraverso l'utilizzo di smorzatori in gomma. L'impianto frenante era a quattro dischi, dei quali quelli anteriori erano autoventilanti. L'impianto era ovviamente servoassistito ed era provvisto di ABS e di dispositivo CBC. Quanto allo sterzo, venne conservata la soluzione a cremagliera, anch'essa servoassistita.
Al suo debutto, la E46 venne proposta in quattro motorizzazioni a benzina, più una a gasolio:
- 318i, versione di base della gamma d'esordio, con motore da 1895 cm³ a iniezione elettronica, 4 cilindri, 8 valvole (2 per cilindro) con una potenza massima di 118 CV (115 per i modelli E36);
- 320i, con motore da 1991 cm³, 6 cilindri in linea, 24 valvole e con potenza massima di 150 CV;
- 323i, con motore da 2494 cm³, 6 cilindri in linea, 24 valvole e con una potenza di 170 CV;
- 328i, versione di punta dotata di un motore da 2793 cm³, 6 cilindri in linea e 24 valvole, in grado di erogare fino a 193 CV;
- 320d, con motore da 1951 cm³, 4 cilindri in linea e 16 valvole, turbodiesel a iniezione diretta, con potenza massima di 136 CV. Questo motore era siglato M47.

Tutte le motorizzazioni elencate erano accoppiate di serie con un cambio manuale a 5 marce, ma in alternativa era possibile avere la 318i con un cambio automatico a 4 rapporti oppure i restanti modelli con il nuovo automatico Steptronic a 5 rapporti.

## Evoluzione
La produzione fu avviata nei primi mesi del 1998 e nella sola carrozzeria berlina a 4 porte, le altre versioni sarebbero arrivate solo in seguito. In generale, era disponibile un solo livello di allestimento, la cui dotazione cambiava a seconda della motorizzazione. Ma per la 320i erano disponibili anche altri due livelli di allestimento denominati rispettivamente Eletta e Attiva.
Nel 1999 la gamma si ampliò con l'arrivo della 316i, presentata a febbraio al Salone di Amsterdam, nuova versione di base spinta dallo stesso motore della 318i, ma qui in versione depotenziata a 105 CV. Sempre nello stesso anno fecero il loro esordio la versione Touring, ossia la station wagon, e la versione coupé, che in questo modello abbandonò la denominazione coupé in favore della sigla Ci. Ed ancora, vi fu anche un'ulteriore novità, stavolta sul fronte diesel, poiché debuttò la 330d, equipaggiata con un nuovo motore da 2.9 litri in grado di erogare fino a 184 CV di potenza massima.
Nel 2000 vi furono altre sostanziose novità: prima di tutto vi fu il debutto della versione cabriolet, la quale, analogamente alla coupé, rinunciò al nome Cabrio per adottare la sigla Ci Cabrio. Inoltre, la 320i adottò un nuovo motore da 2171 cm³ in grado di erogare fino a 170 CV di potenza massima, mentre i modelli 323i e 328i furono sostituiti rispettivamente dalla 325i e dalla 330i. Mentre la prima montava un nuovo motore da 2495 cm³ in grado di erogare 192 CV, la seconda era equipaggiata con un nuovo motore da 2979 cm³ della potenza massima di 231 CV. Ma le novità per il 2000 non fermarono qui, poiché i due nuovi modelli appena descritti furono proposti anche con trazione integrale. In questo caso i due modelli presero rispettivamente il nome di 325xi e 330xi. Stesso trattamento anche per la 330d, la cui versione con trazione sulle quattro ruote venne introdotta proprio nel 2000 e prese il nome di 330xd.
Nella prima metà del 2001 vi fu l'ingresso nella gamma della nuova versione ad alte prestazioni, ossia la M3, nuovo punto di riferimento per gli appassionati.
Più o meno a metà dello stesso anno debuttò l'ultimissima variante a portare il nome di Serie 3, ossia la seconda generazione della Compact, caratterizzata da nuove e originali soluzioni estetiche.

### Restyling 2001

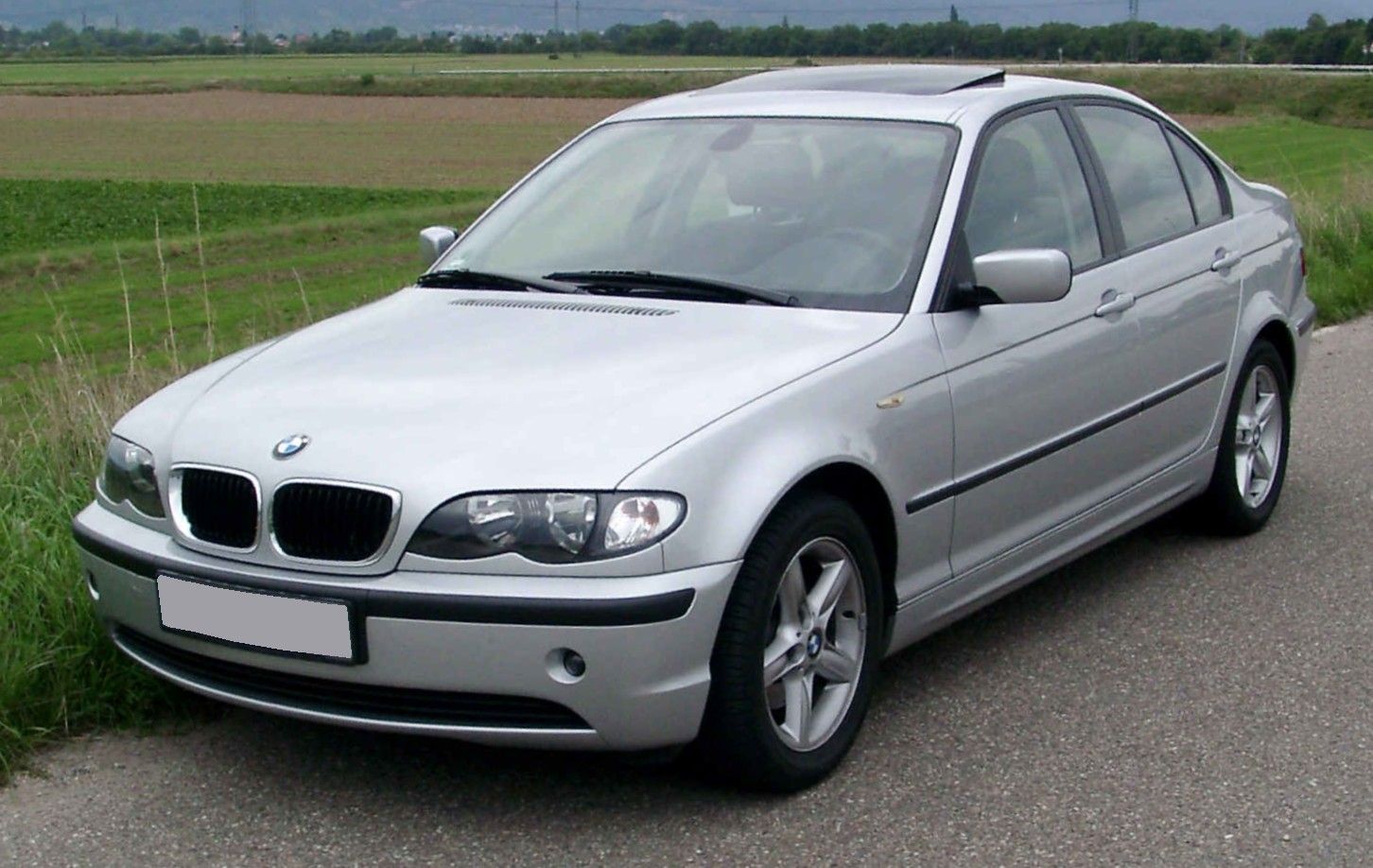
Una E46 berlina dopo il restyling del 2001

Si arriva così al 13 settembre del 2001, quando al Salone dell'automobile di Francoforte venne presentata la Serie 3 soggetta al restyling di mezza età: furono ridisegnati i gruppi ottici anteriori, ora più affusolati e le plastiche dei gruppi ottici posteriori; anche la calandra, i paraurti e il cofano motore subirono ridisegnamenti, mentre gli indicatori di direzione laterali vennero ridisegnati e riposizionati sulla nervatura longitudinale che solcava l'intera fiancata. Meccanicamente, si ebbe una taratura più sportiva delle sospensioni, mentre fece il suo debutto la nuova 318i, equipaggiata con un nuovo 2 litri a benzina caratterizzato dalla presenza del dispositivo Valvetronic per la gestione dell'alzata variabile delle valvole. Tale motore, della cilindrata di 1995 cm³, erogava una potenza massima di 143 CV contro i 115 della precedente 318i. Inoltre, anche la 316i vide novità al proprio motore: debuttò infatti una nuova unità motrice da 1796 cm³, della potenza di 116 CV. Infine, sulla 320d la potenza venne elevata a 150 CV, mentre vi fu anche il debutto della 318d, spinta dallo stesso motore, ma con potenza ridotta a 116 CV. Un'ultima novità anche sul fronte allestimenti: la 320d poté essere ordinata anche con allestimento Eletta.

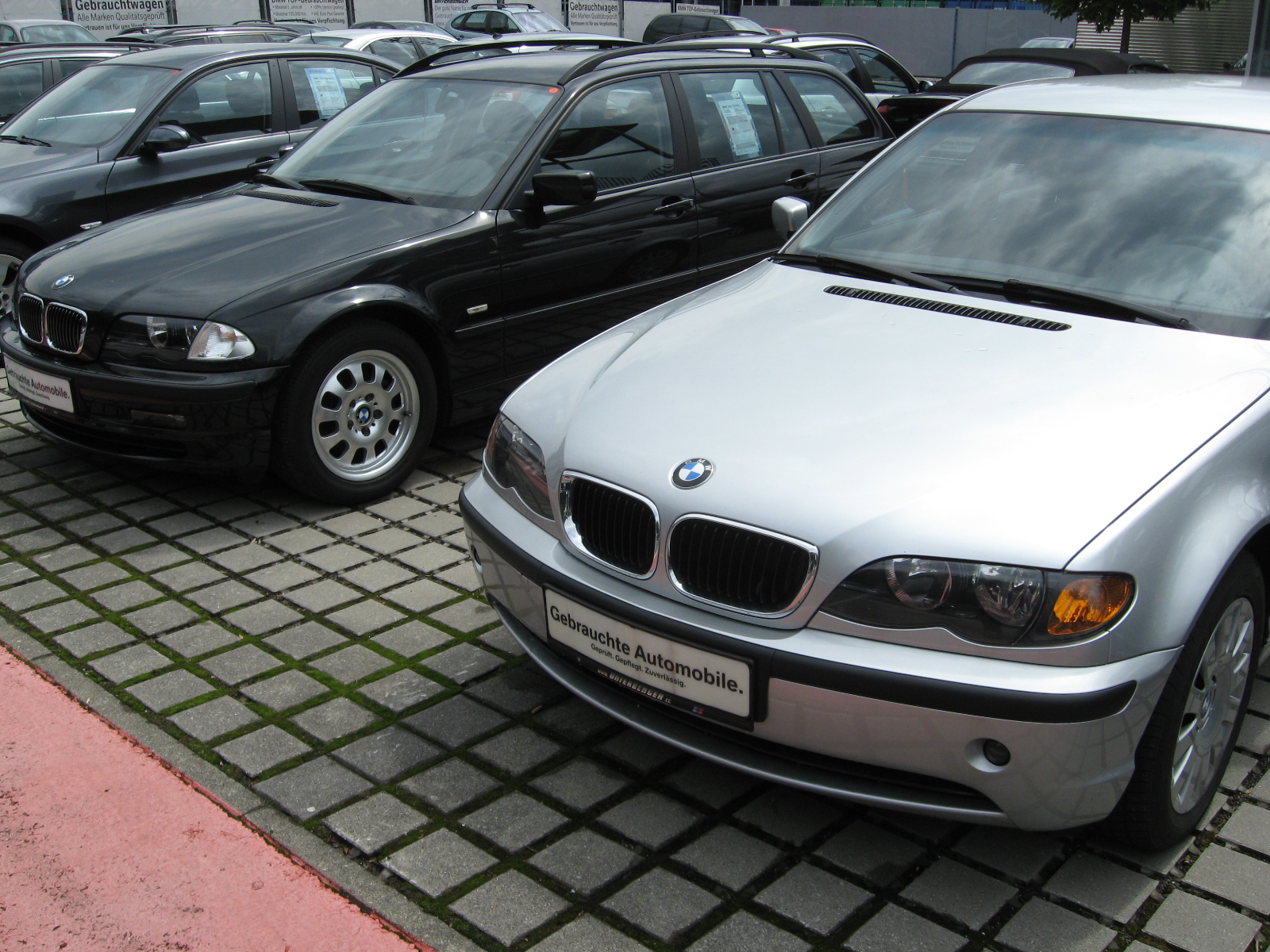
Raffronto tra una Serie 3 pre-restyling a sinistra e una post-restyling a destra

Nel 2003 gli allestimenti Eletta e Attiva, fino a quel momento riservati solo ai modelli 320i e 320d (quest'ultima solo con allestimento Eletta, oltre che quello base), vennero estesi all'intera gamma, indistintamente, tranne che sulla M3. Non solo, ma venne introdotto anche un terzo livello di allestimento denominato Futura. Contemporaneamente sparì dai listini il livello base, mentre sulle 330d e 330xd debuttò un nuovo motore da 2993 cm³ in grado di erogare fino a 204 CV di potenza massima.
La E46 cominciò così ad avviarsi verso la fine della sua carriera: non vi furono novità di sorta nel 2004, eccezion fatta per il pensionamento della Compact a favore della nuova Serie 1 e per l'arrivo di un nuovo 2 litri N46 a equipaggiare le 318i. L'anno successivo, invece, la berlina venne sostituita dalla nuova Serie 3 a quattro porte, la E90. Nella seconda metà dello stesso anno il pensionamento toccò anche alla versione Touring, mentre nel 2006 fu la volta della versione con carrozzeria coupé. Quanto alla Ci Cabrio, essa fu l'ultima a sparire dai listini, e nel 2007 venne sostituita dalla cabriolet su base E90, nota con la sigla E93.

### La Touring

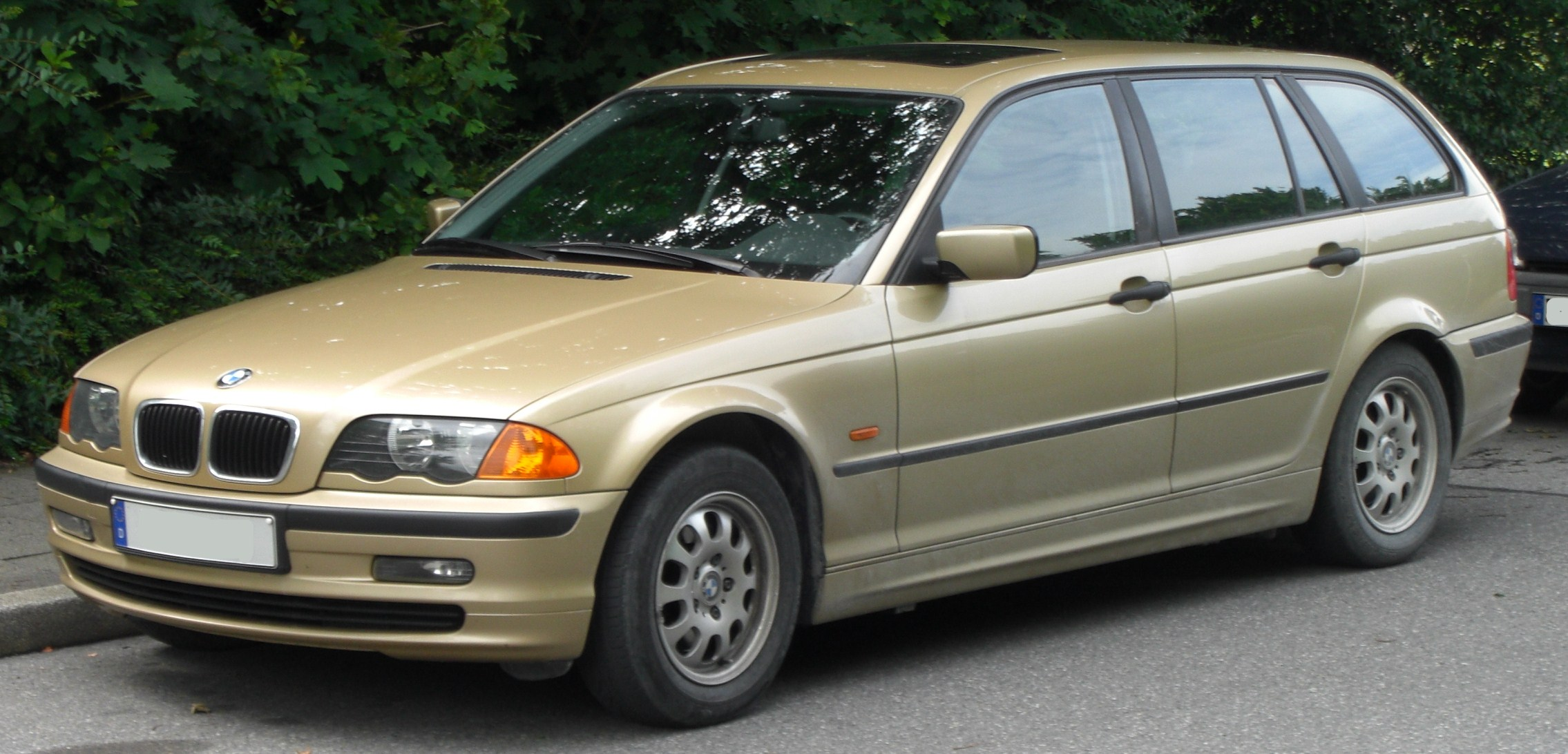
Una 318i Touring

I primi prototipi camuffati della nuova Serie 3 Touring (sigla di progetto: E46/3), che avrebbe sostituito il corrispondente modello su base E36, furono sorpresi su strada nell'autunno del 1998. Il debutto della versione definitiva avvenne invece a Francoforte nel settembre 1999, dopo la diffusione delle foto ufficiali avvenuta in estate e sei mesi dopo il lancio della coupé.
Come anche nelle precedenti edizioni della Touring, anche in questo caso i progettisti avevano puntato su una soluzione di compromesso tra praticità e stile. Ciò si tradusse in una station wagon non al top per alcune caratteristiche, come per esempio la capacità del bagagliaio, ma nello stesso sicuramente migliore della E36 Touring sotto tale punto di vista e in ogni caso molto più grintosa e personale rispetto a non pochi modelli concorrenti. Tale scelta da parte dei progettisti BMW era testimoniata da elementi come il padiglione leggermente spiovente, i montanti posteriori inclinati, così come inclinato risultava di conseguenza il lunotto, e anche la presenza di un piccolo spoiler posteriore che donava grinta alla vista d'insieme. Le ampie superfici vetrate donavano luminosità all'abitacolo e grazie ai montanti intermedi di colore scuro davano anche l'effetto di trovarsi di fronte a un elemento vetrato in un sol pezzo. La già citate doti di capacità del vano bagagli, superiori rispetto al modello precedente, si traducevano in 435 litri nella configurazione standard, estendibili a 1.345 con lo schienale posteriore abbattuto: praticamente si poteva usufruire di 25 litri in più. Il portellone, poi, è dotato di lunotto apribile separatamente per consentire il carico di piccoli oggetti senza dover aprire necessariamente l'intero portellone.

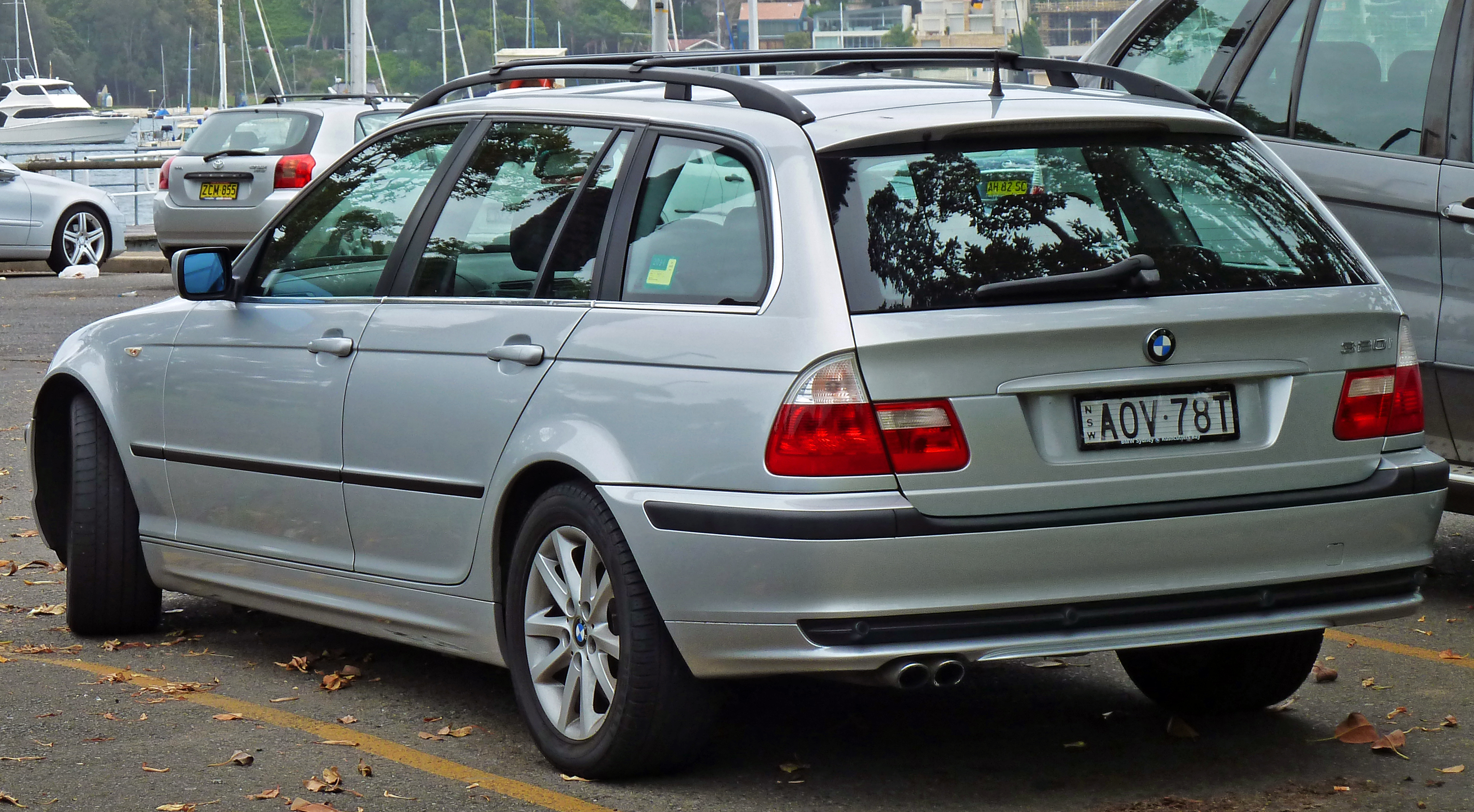
Posteriore di una BMW 320i E46 Touring restyling

Dal punto di vista meccanico e telaistico, la E46/3 era praticamente identica alla berlina da cui derivava: non furono necessarie modifiche neppure alle sospensioni posteriori, solitamente riviste da quasi tutti i costruttori quando si tratta di passare da una berlina a una station wagon. L'unica differenza di un certo spessore stava nella presenza dei dischi freno autoventilanti anche al retrotreno.
Al suo debutto, la Touring era disponibile in quattro motorizzazioni per altrettanti modelli: 318i, 320i, 328i e 320d, tutti mutuati dalla gamma della berlina.
A partire dal 2000, la gamma si estese con l'arrivo delle versioni 325i, 325xi, 330i, 330xi, 330d e 330xd. Con il restyling del 2001, il quale interessò anche la Touring, i vari modelli componenti la gamma subirono gli stessi aggiornamenti motoristici che interessarono i corrispondenti modelli con carrozzeria berlina. Vi fu anche l'arrivo della 318d Touring con motore 2 litri turbodiesel da 115 CV.
Nel 2002, invece, venne introdotta la 316i Touring, anch'essa equipaggiata con il 1.8 da 115 CV di potenza, mentre a partire dal 2003, per tutti i modelli della gamma fu possibile scegliere tra gli allestimenti Eletta, Attiva e il nuovo allestimento Futura.
Nessuna novità per il 2004, mentre alla fine del 2005 la Touring venne pensionata a favore della nuova Serie 3 station wagon, la E91.

### La Coupé

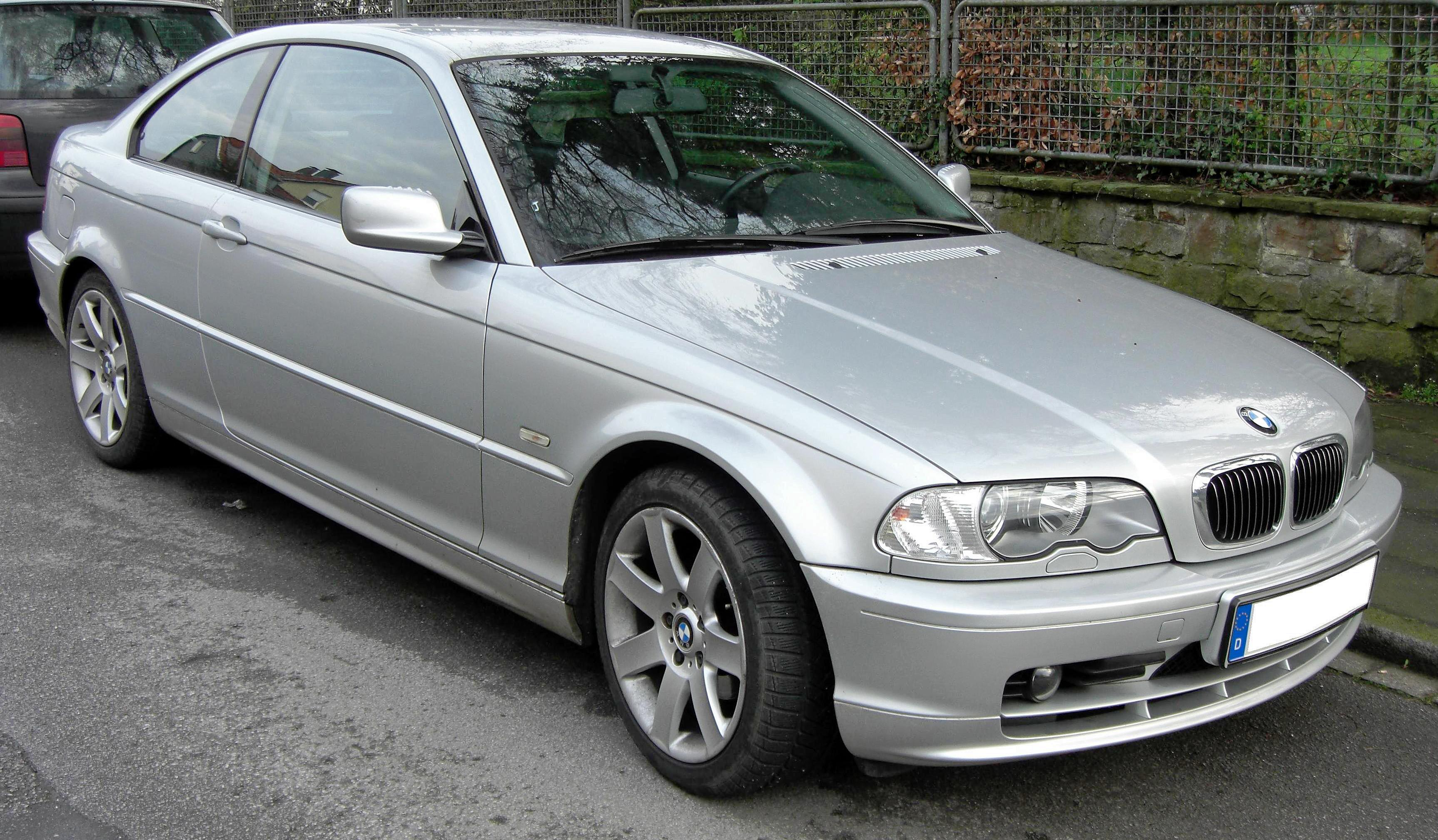
Una E46 Coupé

La commercializzazione della E46 con carrozzeria coupé a due porte (sigla di progetto: E46/2) cominciò il 22 aprile del 1999, qualche mese prima della versione Touring. In questo caso, però, si scelse di non utilizzare la denominazione Coupé, bensì una sigla, Ci.
Rispetto alla berlina da cui deriva e anche rispetto alla precedente coupé su base E36, la nuova sportiva BMW appariva molto più filante e slanciata nelle forme. Pur essendo simile alla berlina nell'impostazione della carrozzeria, la nuova coupé BMW era in realtà completamente ridisegnata, a partire dal frontale, con fari anteriori di disegno simile ma non identico, così come la calandra, il parabrezza e il lunotto più inclinati, il padiglione sinuosamente raccordato alla coda, il tetto più basso, la minor altezza da terra, i gruppi ottici posteriori sempre a L, ma più stretti e i paraurti, anch'essi di diverso disegno.

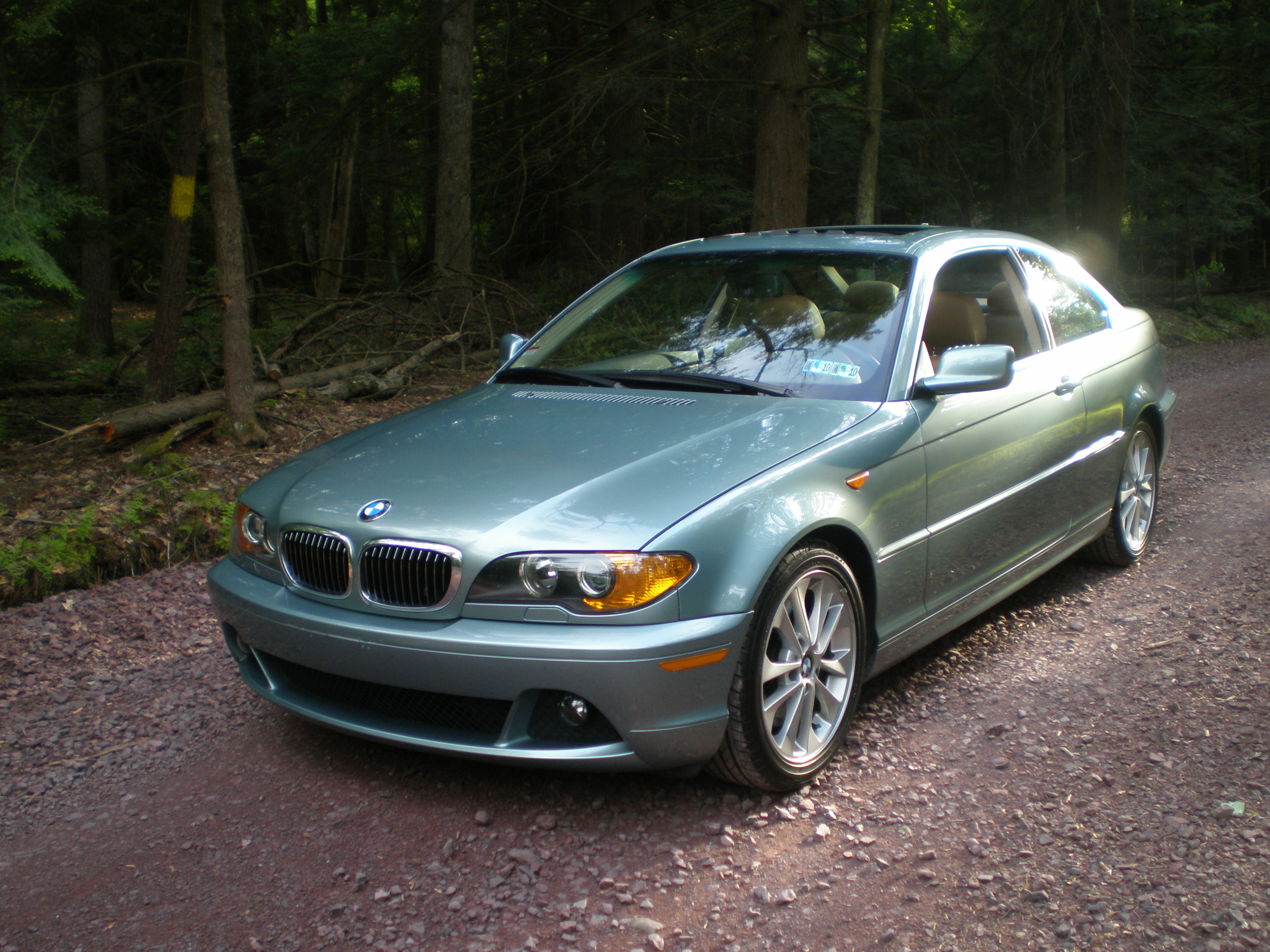
BMW 330 Ci post-restyling

Al suo esordio, la E46/2 è stata proposta solo in due motorizzazioni, vale a dire il 2.5 litri da 170 CV e il 2.8 litri da 193 CV, che equipaggiarono rispettivamente la 323 Ci e la 328 Ci. Entro fine anno, però, la gamma raddoppiò con l'arrivo della 318 Ci e della 320 Ci, che riprendevano fedelmente la meccanica delle corrispondenti versioni berlina.
Nel 2000, le due versioni di punta vennero sostituite rispettivamente dai modelli 325 Ci e 330 Ci (quest'ultimo modello portò al debutto un nuovo cambio manuale a 6 marce), mentre nel 2001 vi fu innanzitutto il lancio della M3, inizialmente solo con carrozzeria coupé, per poi essere estesa anche alla versione cabriolet. E poi, a settembre, vi fu il restyling, in seguito al quale si ebbero gli stessi aggiornamenti avutisi con la berlina.
Novità sostanziose si ebbero alla fine del 2003, quando anche per la Ci giunse il momento del restyling: i gruppi ottici anteriori e la calandra furono ridisegnati sulla falsariga di quanto avvenuto per la berlina e la Touring, mentre i gruppi ottici posteriori, anch'essi ridisegnati, introdussero la tecnologia a led. Riutilizzati anche i paraurti. Tra le novità della gamma, la M3 fu proposta anche nella versione speciale CSL da 360 CV, mentre vi fu l'introduzione delle prime Serie 3 diesel con carrozzeria coupé: in un periodo in cui il diesel stava riuscendo a far breccia anche come motorizzazione dalle caratteristiche sportiveggianti, BMW lanciò la 330 Cd, con motore da 3 litri e 204 CV, e la 320 Cd, con motore da 2 litri e 150 CV. Anche questi ultimi due modelli erano equipaggiati con il cambio manuale a 6 marce. Ultima novità fu la 318 Ci con motore 2 litri da 143 CV dotato di Valvetronic.
Nel 2004 la gamma triplicò grazie all'introduzione dei tre allestimenti Eletta, Attiva e Futura che andarono a sostituire l'unico allestimento previsto fino a quel momento. Da quel momento non vi furono più novità di rilievo per la coupé bavarese, che si avviò lentamente a fine carriera per sparire dai listini nel settembre 2006 con l'arrivo della E92, ossia la coupé su base E90.

### La Cabriolet

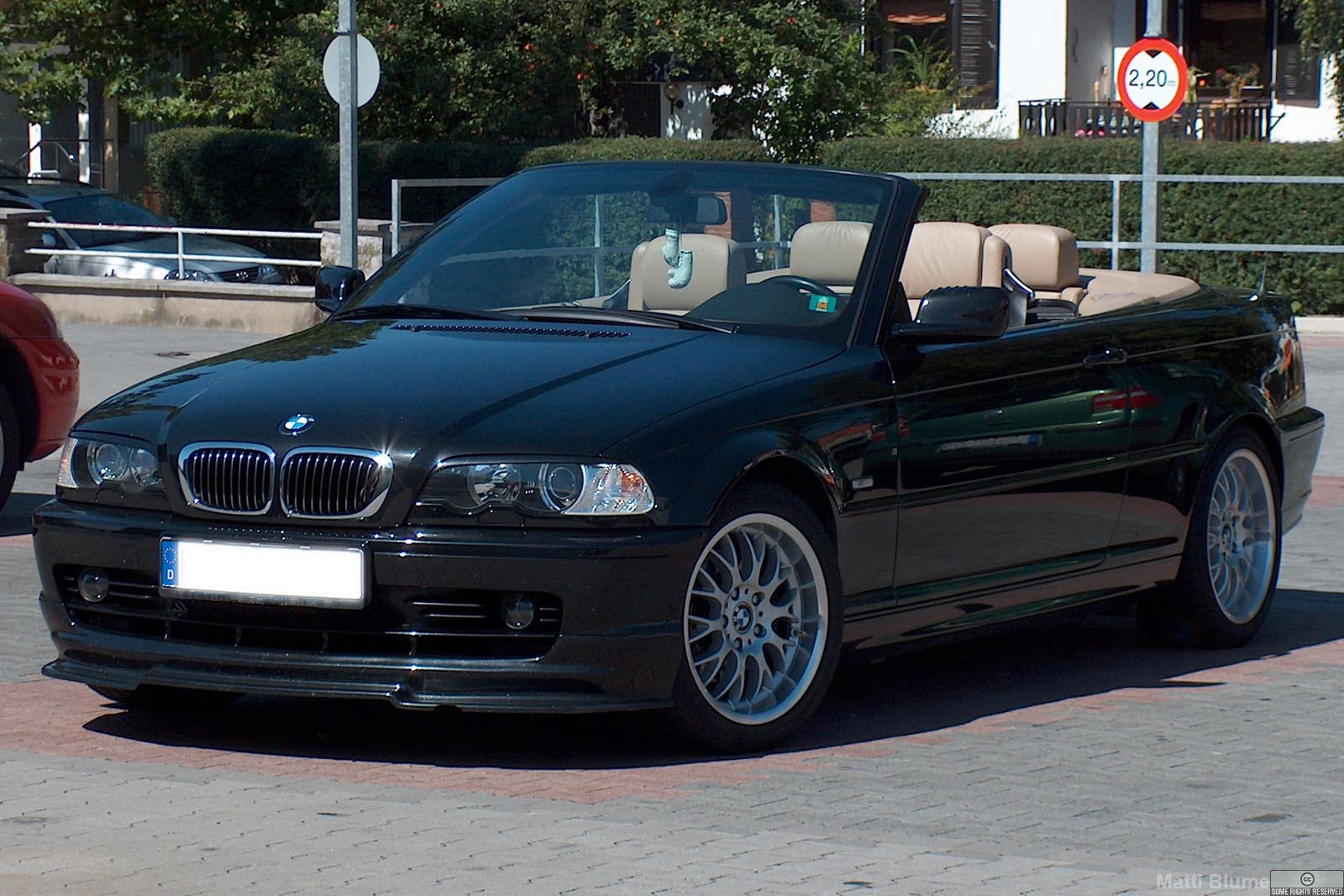
Una E46 Cabriolet

Nell'aprile del 1999 venne introdotta la nuova cabriolet E46 (sigla di progetto: E46/2C), basata sulla coupé della quale riprendeva non poche componenti. La Ci Cabrio (questa la denominazione esatta) sfoggiava una linea elegante e slanciata, specie a capote aperta, anche se pure in configurazione chiusa non perdeva il suo equilibrio formale. La vettura era provvista di roll-bar a estrazione automatica in caso di ribaltamento e differiva tecnicamente dalla coupé per i necessari rinforzi strutturali alla scocca. La capote era normalmente in tela a triplo strato e ad azionamento elettrico, ma a richiesta era possibile avere un hard-top fisso.
Inizialmente era prevista una sola versione, la 323 Ci Cabrio, motoristicamente identica alle corrispondenti versioni con carrozzeria berlina e coupé. Entro fine anno sarebbero arrivate anche la 320 Ci Cabrio e la 330 Ci Cabrio, mentre contemporaneamente, a pochi mesi dal suo debutto, la 323 Ci Cabrio  venne sostituita dalla 325 Ci Cabrio.
Nel 2003 vi fu il restyling che interessò anche la coupé e per l'occasione la gamma venne ulteriormente ampliata con l'arrivo della 318 Ci Cabrio da 143 CV.
Nel 2004, infine, la Cabrio venne proposta negli allestimenti Eletta, Attiva e Futura, dopodiché cominciò la fase discendente della sua carriera. Nel 2007 avvenne il definitivo pensionamento della cabriolet tedesca.

## Riepilogo caratteristiche
Di seguito vengono riepilogate le caratteristiche relative alle varie versioni previste per la gamma E46.
| BMW E46 (1998-2007)                 |             |          |                |                                 |                |               |          |                  |                    |              |                     |                    |                    |
| Modello                             | Carrozzeria | Motore   | Cilindrata cm³ | Alimentazione                   | Potenza CV/rpm | Coppia Nm/rpm | Trazione | Cambio/ Nº marce | Massa a vuoto (kg) | Velocità max | Acceler. 0–100 km/h | Consumo (l/100 km) | Anni di produzione |
| Versioni a benzina                  |             |          |                |                                 |                |               |          |                  |                    |              |                     |                    |                    |
| 316i                                | berlina     | M43TÜB19 | 1895           | Iniezione elettronica indiretta | 105/5300       | 165/2500      | P        | M/5              | 1.285              | 200          | 12"4                | 7.8                | 1999-2001          |
| 316i                                | berlina     | N42B18   | 1796           | Iniezione elettronica indiretta | 116/5500       | 175/3750      | P        | M/5              | 1.310              | 206          | 10"9                | 7.1                | 2001-20031         |
| 316i                                | berlina     | N46B18   | 1796           | Iniezione elettronica indiretta | 116/5500       | 175/3750      | P        | M/5              | 1.310              | 206          | 10"9                | 7.1                | 2003-2005          |
| 316i                                | Touring     | N42B18   | 1796           | Iniezione elettronica indiretta | 116/5500       | 175/3750      | P        | M/5              | 1.390              | 200          | 11"2                | 7.3                | 2001-2003          |
| 316i                                | Touring     | N46B18   | 1796           | Iniezione elettronica indiretta | 116/5500       | 175/3750      | P        | M/5              | 1.390              | 200          | 11"2                | 7.3                | 2003-2005          |
| 318i                                | berlina     | M43TÜB19 | 1895           | Iniezione elettronica indiretta | 118/5500       | 180/3900      | P        | M/5              | 1.285              | 206          | 10"4                | 7.9                | 1998-2001          |
| 318i                                | berlina     | N42B20   | 1995           | Iniezione elettronica indiretta | 143/6000       | 200/3750      | P        | M/5              | 1.320              | 218          | 9"3                 | 7.2                | 2001-2004          |
| 318i                                | berlina     | N46B20   | 1995           | Iniezione elettronica indiretta | 143/6000       | 200/3750      | P        | M/5              | 1.320              | 218          | 9"3                 | 7.2                | 2004-2005          |
| 318i                                | Touring     | M43TÜB19 | 1895           | Iniezione elettronica indiretta | 118/5500       | 180/3900      | P        | M/5              | 1.365              | 202          | 10"9                | 8.1                | 1999-2001          |
| 318i                                | Touring     | N42B20   | 1995           | Iniezione elettronica indiretta | 143/6000       | 200/3750      | P        | M/5              | 1.400              | 213          | 9"6                 | 7.4                | 2001-2004          |
| 318i                                | Touring     | N46B20   | 1995           | Iniezione elettronica indiretta | 143/6000       | 200/3750      | P        | M/5              | 1.400              | 213          | 9"6                 | 7.4                | 2004-2005          |
| 318Ci                               | coupé       | M43TÜB19 | 1895           | Iniezione elettronica indiretta | 118/5500       | 180/3900      | P        | M/5              | 1.285              | 206          | 10"4                | 7.9                | 1999-2001          |
| 318Ci                               | coupé       | N42B20   | 1995           | Iniezione elettronica indiretta | 143/6000       | 200/3750      | P        | M/5              | 1.320              | 218          | 9"3                 | 7.2                | 2001-2003          |
| 318Ci                               | coupé       | N46B20   | 1995           | Iniezione elettronica indiretta | 143/6000       | 200/3750      | P        | M/5              | 1.320              | 218          | 9"3                 | 7.2                | 2003-2006          |
| 318Ci                               | cabriolet   | N46B20   | 1995           | Iniezione elettronica indiretta | 143/6000       | 200/3750      | P        | M/5              | 1.505              | 206          | 10"4                | 7.8                | 2003-2007          |
| 320i                                | berlina     | M52TÜB20 | 1991           | Iniezione elettronica indiretta | 150/5900       | 190/3500      | P        | M/5              | 1.365              | 219          | 9"9                 | 8.9                | 1998-2000          |
| 320i                                | berlina     | M54B22   | 2171           | Iniezione elettronica indiretta | 170/6100       | 210/3500      | P        | M/5              | 1.390              | 226          | 8"3                 | 8.9                | 2000-2005          |
| 320i                                | Touring     | M52TÜB20 | 1991           | Iniezione elettronica indiretta | 150/5900       | 190/3500      | P        | M/5              | 1.425              | 213          | 10"2                | 9                  | 1999-2000          |
| 320i                                | Touring     | M54B22   | 2171           | Iniezione elettronica indiretta | 170/6100       | 210/3500      | P        | M/5              | 1.430              | 224          | 8"4                 | 9                  | 2000-2005          |
| 320Ci                               | coupé       | M52TÜB20 | 1991           | Iniezione elettronica indiretta | 150/5900       | 190/3500      | P        | M/5              | 1.365              | 221          | 9"9                 | 8.9                | 1999-2000          |
| 320Ci                               | coupé       | M54B22   | 2171           | Iniezione elettronica indiretta | 170/6100       | 210/3500      | P        | M/5              | 1.395              | 226          | 8"3                 | 8.9                | 2000-2006          |
| 320Ci                               | cabriolet   | M54B22   | 2171           | Iniezione elettronica indiretta | 170/6100       | 210/3500      | P        | M/5              | 1.540              | 222          | 9"1                 | 9.4                | 2000-2007          |
| 323i                                | berlina     | M52TÜB25 | 2494           | Iniezione elettronica indiretta | 170/5500       | 245/3500      | P        | M/5              | 1.370              | 231          | 8"                  | 9                  | 1998-2000          |
| 323Ci                               | coupé       | M52TÜB25 | 2494           | Iniezione elettronica indiretta | 170/5500       | 245/3500      | P        | M/5              | 1.370              | 233          | 8"                  | 9                  | 1998-2000          |
| 323Ci                               | cabriolet   | M52TÜB25 | 2494           | Iniezione elettronica indiretta | 170/5500       | 245/3500      | P        | M/5              | 1.520              | 225          | 8"6                 | 9.7                | 04/2000-10/2000    |
| 325i                                | berlina     | M54B25   | 2494           | Iniezione elettronica indiretta | 192/6000       | 245/3000      | P        | M/5              | 1.410              | 240          | 7"2                 | 9.1                | 2000-2005          |
| 325i                                | Touring     | M54B25   | 2494           | Iniezione elettronica indiretta | 192/6000       | 245/3000      | P        | M/5              | 1.450              | 237          | 7"4                 | 9.2                | 2000-2005          |
| 325Ci                               | coupé       | M54B25   | 2494           | Iniezione elettronica indiretta | 192/6000       | 245/3000      | P        | M/5              | 1.420              | 240          | 7"3                 | 9                  | 2000-2006          |
| 325Ci                               | cabriolet   | M54B25   | 2494           | Iniezione elettronica indiretta | 192/6000       | 245/3000      | P        | M/5              | 1.540              | 234          | 7"7                 | 9.6                | 2000-2007          |
| 325xi                               | berlina     | M54B25   | 2494           | Iniezione elettronica indiretta | 192/6000       | 245/3000      | P        | M/5              | 1.500              | 234          | 7"4                 | 9.6                | 2000-2005          |
| 325xi                               | Touring     | M54B25   | 2494           | Iniezione elettronica indiretta | 192/6000       | 245/3000      | P        | M/5              | 1.575              | 231          | 7"6                 | 9.8                | 2000-2005          |
| 328i                                | berlina     | M52TÜB28 | 2793           | Iniezione elettronica indiretta | 193/5500       | 280/3500      | P        | M/5              | 1.395              | 240          | 7"                  | 9                  | 1998-2000          |
| 328i                                | Touring     | M52TÜB28 | 2793           | Iniezione elettronica indiretta | 193/5500       | 280/3500      | P        | M/5              | 1.465              | 237          | 7"3                 | 9                  | 1999-2000          |
| 328Ci                               | coupé       | M52TÜB28 | 2793           | Iniezione elettronica indiretta | 193/5500       | 280/3500      | P        | M/5              | 1.395              | 242          | 7"                  | 9                  | 1999-2000          |
| 330i                                | berlina     | M54B30   | 2979           | Iniezione elettronica indiretta | 231/5900       | 300/3500      | P        | M/5              | 1.430              | 250          | 6"5                 | 9.1                | 2000-2005          |
| 330i                                | Touring     | M54B30   | 2979           | Iniezione elettronica indiretta | 231/5900       | 300/3500      | P        | M/5              | 1.500              | 250          | 6"7                 | 9.2                | 2000-2005          |
| 330Ci                               | coupé       | M54B30   | 2979           | Iniezione elettronica indiretta | 231/5900       | 300/3500      | P        | M/5              | 1.430              | 250          | 6"5                 | 9.1                | 2000-2006          |
| 330Ci                               | cabriolet   | M54B30   | 2979           | Iniezione elettronica indiretta | 231/5900       | 300/3500      | P        | M/5              | 1.585              | 247          | 6"9                 | 9.6                | 2000-2007          |
| 330xi                               | berlina     | M54B30   | 2979           | Iniezione elettronica indiretta | 231/5900       | 300/3500      | I        | M/5              | 1.520              | 247          | 7"                  | 9.6                | 2000-2005          |
| 330xi                               | Touring     | M54B30   | 2979           | Iniezione elettronica indiretta | 231/5900       | 300/3500      | I        | M/5              | 1.595              | 243          | 6"8                 | 9,8                | 2000-2005          |
| M3                                  | coupé       | S54B32   | 3246           | Iniezione elettronica indiretta | 343/7900       | 365/4900      | P        | M/6              | 1.495              | 250          | 5"2                 | 11,9               | 2000-2006          |
| M3                                  | cabriolet   | S54B32   | 3246           | Iniezione elettronica indiretta | 343/7900       | 365/4900      | P        | M/6              | 1.655              | 250          | 5"5                 | 12,1               | 2000-2007          |
| M3 CSL                              | coupé       | S54B32HP | 3246           | Iniezione elettronica indiretta | 360/7900       | 370/4900      | P        | M/6              | 1.310              | 250          | 4"9                 | 11,9               | 2002-2005          |
| M3 GTR                              | coupé       | -        | 3997           | Iniezione elettronica indiretta | 351/7250       | 365/5000      | P        | M/6              | -                  | 250          | 5"                  | -                  | 2001               |
| Versioni a gasolio                  |             |          |                |                                 |                |               |          |                  |                    |              |                     |                    |                    |
| 318d                                | berlina     | M47D20   | 1951           | Turbodiesel iniezione diretta   | 116/4000       | 265/1750      | P        | M/5              | 1.395              | 204          | 10"7                | 5,6                | 2001-2003          |
| 318d                                | berlina     | M47TÜD20 | 1995           | Turbodiesel common rail         | 116/4000       | 280/1750      | P        | M/5              | 1.395              | 204          | 10"6                | 5,6                | 2003-2005          |
| 318d                                | Touring     | M47TÜD20 | 1951           | Turbodiesel iniezione diretta   | 116/4000       | 265/1750      | P        | M/5              | 1.480              | 200          | 11"                 | 5,8                | 2002-2003          |
| 318d                                | Touring     | M47TÜD20 | 1995           | Turbodiesel common rail         | 116/4000       | 280/1750      | P        | M/5              | 1.480              | 200          | 11"                 | 5,8                | 2003-2005          |
| 320d                                | berlina     | M47D20   | 1951           | Turbodiesel iniezione diretta   | 136/4000       | 280/1750      | P        | M/5              | 1.375              | 207          | 9"9                 | 5,7                | 1998-2001          |
| 320d                                | berlina     | M47TÜD20 | 1995           | Turbodiesel common rail         | 150/4000       | 330/2000      | P        | M/6              | 1.415              | 216          | 8"9                 | 5,5                | 2001-2005          |
| 320d                                | Touring     | M47D20   | 1951           | Turbodiesel iniezione diretta   | 136/4000       | 280/1750      | P        | M/5              | 1.460              | 207          | 10"1                | 5,9                | 1999-2001          |
| 320d                                | Touring     | M47TÜD20 | 1995           | Turbodiesel common rail         | 150/4000       | 330/2000      | P        | M/6              | 1.505              | 211          | 9"3                 | 5,9                | 2001-2005          |
| 320Cd                               | coupé       | M47TÜD20 | 1995           | Turbodiesel common rail         | 150/4000       | 330/2000      | P        | M/6              | 1.415              | 221          | 8"8                 | 5,6                | 2003-2006          |
| 330d                                | berlina     | M57D30   | 2926           | Turbodiesel common rail         | 184/4000       | 390/1750      | P        | M/6              | 1.520              | 227          | 7"8                 | 6,7                | 1999-2003          |
| 330d                                | berlina     | M57TÜD30 | 2993           | Turbodiesel common rail         | 204/4000       | 410/1500      | P        | M/6              | 1.540              | 242          | 7"2                 | 6,6                | 2003-2005          |
| 330d                                | Touring     | M57D30   | 2926           | Turbodiesel common rail         | 184/4000       | 390/1750      | P        | M/6              | 1.590              | 225          | 7"9                 | 7                  | 1999-2003          |
| 330d                                | Touring     | M57TÜD30 | 2993           | Turbodiesel common rail         | 204/4000       | 410/1500      | P        | M/6              | 1.615              | 237          | 7"6                 | 6,8                | 2003-2005          |
| 330Cd                               | coupé       | M57TÜD30 | 2993           | Turbodiesel common rail         | 204/4000       | 410/1500      | P        | M/6              | 1.540              | 242          | 7"2                 | 6,6                | 2003-2006          |
| 330xd                               | berlina     | M57D30   | 2926           | Turbodiesel common rail         | 184/4000       | 390/1750      | I        | M/6              | 1.620              | 224          | 8"5                 | 7,6                | 2000-2003          |
| 330xd                               | berlina     | M57TÜD30 | 2993           | Turbodiesel common rail         | 204/4000       | 410/1500      | I        | M/6              | 1.650              | 234          | 7"4                 | 7,6                | 2003-2005          |
| 330xd                               | Touring     | M57D30   | 2926           | Turbodiesel common rail         | 184/4000       | 390/1750      | I        | M/6              | 1.695              | 221          | 8"7                 | 7,8                | 2000-2003          |
| 330xd                               | Touring     | M57TÜD30 | 2993           | Turbodiesel common rail         | 204/4000       | 410/1500      | I        | M/6              | 1.705              | 230          | 7"9                 | 7,8                | 2003-2005          |
| Note: 1In Italia a partire dal 2002 |             |          |                |                                 |                |               |          |                  |                    |              |                     |                    |                    |

## Le Alpina-BMW su base E46

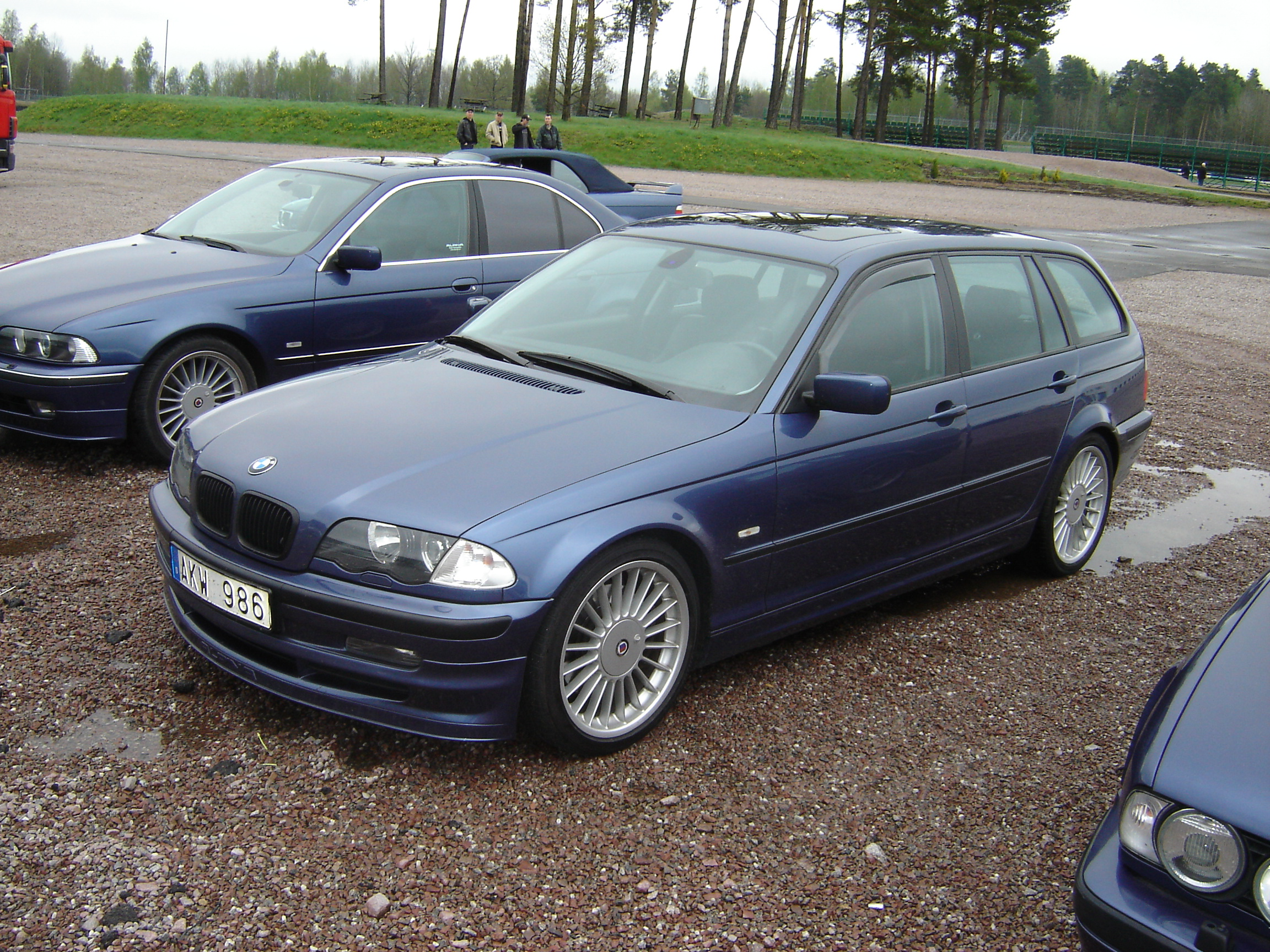
BMW Alpina B3 Touring

Sulla base della E46 sono stati prodotti e commercializzati anche due modelli con marchio Alpina:
- B3 3.3i: disponibile in tutte e quattro le carrozzerie previste per la normale produzione E46, questo modello era equipaggiato con un motore da 3300 cm³, in grado di erogare una potenza massima di 280 CV a 6200 giri/min e una coppia massima di 335 Nm a 4500 giri/min. La velocità massima era di 266 km/h. Tra il 1999 e il 2002 ne furono prodotti 1.310 esemplari. Per le sole versioni berlina e Touring, era prevista anche un'ulteriore variante a trazione integrale.
- B3 Si: anch'essa prevista nelle quattro varianti di carrozzeria (ma nelle versioni coupé e cabriolet prese il nome di B3 Ci), questo modello sostituì il precedente B3 3.3i ed era spinta da un motore da 3346 cm³ in grado di erogare fino a 305 CV a 6800 giri/min, mentre la coppia massima raggiungeva i 362 Nm a 4800 giri/min. Con una velocità massima di 270 km/h, questa vettura venne prodotta in 804 esemplari tra il 2002 e il 2005.

## Attività sportiva

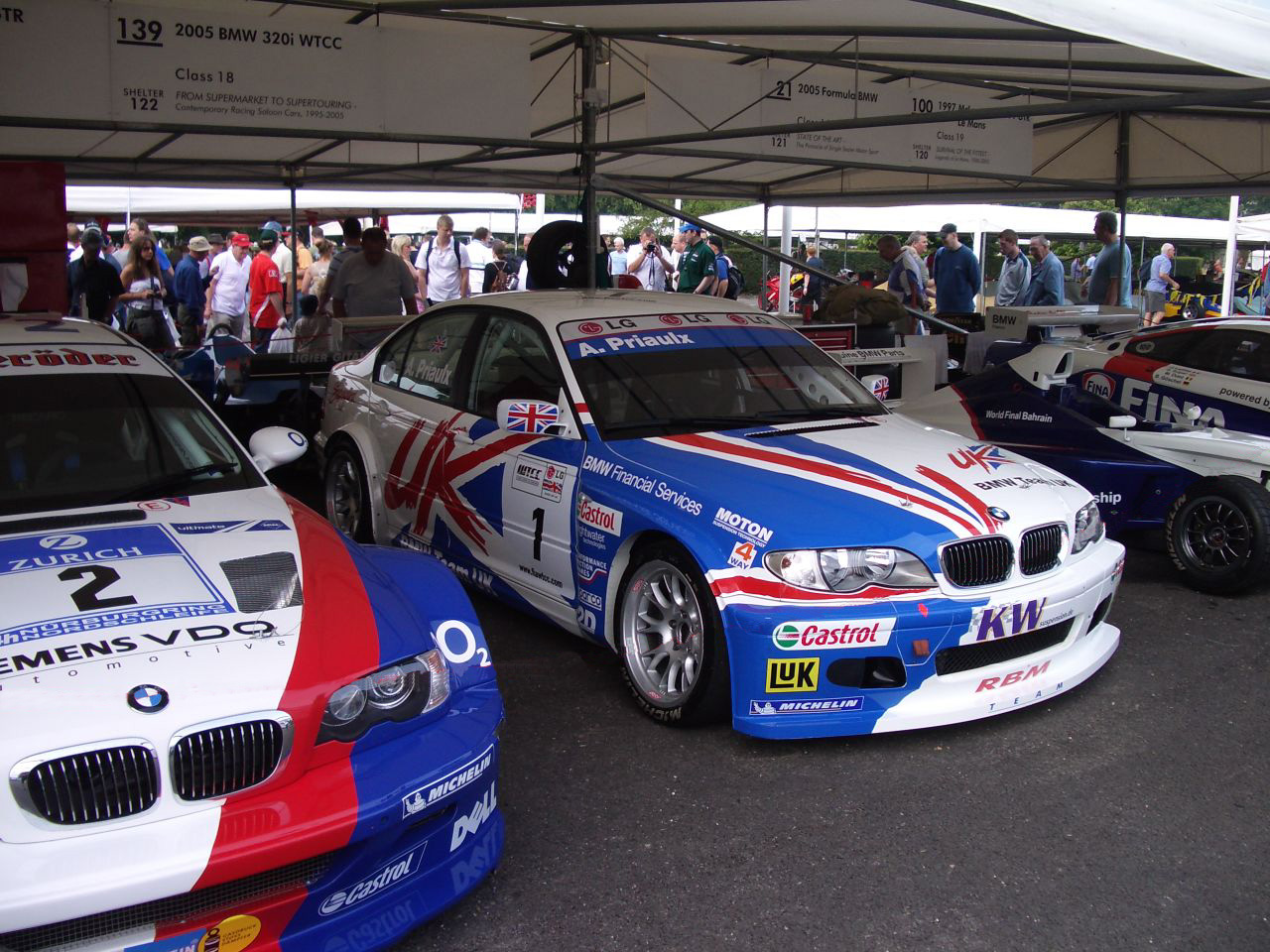
BMW 320i WTCC al Goodwood Festival of Speed del 2005

La E46 in versione 320i è stata modificata per poter partecipare nel 2002 al campionato FIA ETCC. La vettura, che è stata dotata di nuove componenti aerodinamiche, di sistemi di sicurezza FIA e di un propulsore 2.0 da 250 CV di potenza, è stata affidata a cinque diversi team per un totale di otto esemplari. I piloti selezionati per guidarli furono:
- Fredrik Ekblom per il BMW Team Belgium.
- Dirk Müller e Jörg Müller per il BMW Team Germany.
- Tom Coronel e Gianni Morbidelli per il BMW Team UK.
- Jordi Gené e Fabrizio De Simone per il BMW Team Spain.
- Peter Kox per il BMW Team Holland.[2]